# Minari
Minari è un film del 2020 scritto e diretto da Lee Isaac Chung.
Ha vinto il Gran premio della giuria: U.S. Dramatic al Sundance Film Festival 2020 e il Golden Globe per miglior film straniero.

## Trama
Anni '80. La famiglia di origine coreana Yi si trasferisce dalla California all’Arkansas, in una casa su ruote in mezzo a un terreno agricolo che il padre Jacob vuole coltivare, con prodotti tipici coreani, al fine di venderli ai rivenditori di Dallas. Jacob vuole fare tutto per proprio conto, rifiutandosi di pagare qualcuno che gli dica dove e come poter usufruire dell’acqua del proprio terreno, facendosi aiutare solamente dallo strambo Paul.
All’entusiasmo di Jacob per la loro nuova vita si contrappone la delusione e l’ansia della moglie Monica, scontenta della loro casa in mezzo al nulla e troppo lontana dall’ospedale. Il loro figlio più piccolo David ha infatti delle patologie cardiache che gli impediscono di correre e di affaticarsi, dunque trovarsi così distanti da una struttura ospedaliera per la donna comporta una grandissima dose di preoccupazioni. Oltre a David, la coppia ha anche una figlia più grande, di nome Anne.
Per mantenersi, seppur a fatica e visto l'impegno che Jacob riserva alla propria terra, i due coniugi lavorano in un’azienda in cui controllano il sesso dei pulcini, procedura utile per capire il loro utilizzo. Jacob e Monica litigano spesso, il clima a casa è costantemente teso e di questo sono coscienti anche i loro figli. Purtroppo i soldi sono pochi e il lavoro da fare è troppo. Per questo marito e moglie decidono di far venire dalla Corea del Sud la madre di quest'ultima, Soon-ja.
David non ha mai conosciuto sua nonna e, fin dal primo momento, è abbastanza diffidente nei suoi confronti. Il bambino è costretto a condividere con lei la stanza da letto e questo alimenta le antipatie che prova inizialmente nei confronti dell'anziana. Soon-ja non sembra rispettare le aspettative di David riguardo a come dovrebbe essere una nonna: la donna, infatti, non cucina i biscotti e dice le parolacce. Soon-ja è effettivamente una donna sui generis, ma cercherà di adattarsi tanto alla sua nuova vita americana, quanto nel cercare di creare un legame con i suoi nipoti.
Jacob e la sua famiglia inizieranno ad avere diversi problemi, tra cui il prosciugamento della fonte d’acqua che l’uomo aveva inizialmente trovato per il suo campo, nonché la disdetta da parte di un commerciante di Dallas di un carico dei suoi prodotti coltivati. Nonostante i problemi, l’uomo continuerà a opporsi al desiderio della moglie Monica di tornare in California. Questo porta la coppia sempre più vicino a un punto di rottura.
Nel frattempo David e Soon-ja cominciano a stringere amicizia. La donna porta i bambini a piantare i semi del minari (pianta simile al crescione americano ed europeo), gioca con loro a carte e cura anche David nel momento in cui gli cade un cassetto sul piede. La nonna lo incoraggia anche a fare più attività fisica, pratica proibita al bambino vista la preoccupazione dei genitori per i suoi problemi al cuore, dicendogli che sa che lui è più forte di quanto loro pensino.
Una notte, però, Soon-ja rimane vittima di un ictus. Pur sopravvivendo grazie alle cure immediate, avrà successive difficoltà sia nei movimenti sia nel parlare. La famiglia Yi, senza la nonna Soon-ja, si reca a Oklahoma City per la visita al cuore di David. Jacob ha inoltre un appuntamento lo stesso giorno con un possibile acquirente. Le tensioni tra Jacob e Monica si manifesteranno anche in questo caso, con l’uomo che sembra più interessato alla vendita dei propri prodotti che alla visita del figlio.
Anche quando il medico dirà che le condizioni di David sono migliorate e dopo che Jacob avrà stretto un accordo con l’acquirente, tra l’uomo e la donna non ci sarà più niente da fare. Monica, dunque, dopo aver rinfacciato a Jacob di tenere più al proprio lavoro che alla sua famiglia, decide che è il caso di separarsi e, dolorosamente, Jacob accetta.
Soon-ja, durante la giornata trascorsa a Oklahoma City dalla famiglia Yi, rimane a casa da sola. Cercando di aiutare a sistemare la dimora e il terreno, la donna darà accidentalmente fuoco al fienile in cui Jacob tiene i suoi prodotti. Quando arriva la famiglia, è rimasto poco da fare. I due coniugi tentano di salvare qualcosa, ma alla fine rinunciano ai prodotti, scegliendo invece di sopravvivere. Nel mentre, Soon-ja si allontana in preda alla confusione. Anne e David la chiamano per farla tornare indietro. Vedendo che la loro voce non sortisce alcun effetto, David comincia a correre per bloccarle la strada. Quando arriva dalla donna, le prende la mano e insieme si dirigono verso casa.
Qualche tempo dopo, il film mostra Jacob ormai convinto nel farsi aiutare con l’impianto di irrigazione per il suo campo: la famiglia ha deciso di rimanere insieme nella loro casa su ruote. Nel finale, Jacob e David sono vicino al torrente dove il bambino andava con la propria nonna. Il minari è cresciuto bene e i due iniziano a raccoglierlo.

## Produzione
Nel luglio 2019, è stato annunciato che Steven Yeun, Han Ye-ri, Youn Yuh-jung e Will Patton si erano uniti al cast del film, prodotto dalla Plan B Entertainment e distribuito dalla A24. Le riprese sono cominciate nel luglio 2019 a Tulsa.

## Distribuzione
Il film è stato presentato in anteprima al Sundance Film Festival il 26 gennaio 2020. Ha avuto una distribuzione limitata da parte di A24 nelle sale cinematografiche statunitensi a partire dall'11 dicembre dello stesso anno. In Italia è stato distribuito nei cinema il 26 aprile 2021.
Inoltre è stato reso disponibile dal 5 maggio 2021 su Sky Cinema e in streaming su Now.

## Riconoscimenti
- 2021 - Premio Oscar[8]
  - Migliore attrice non protagonista a Youn Yuh-jung
  - Candidatura per il miglior film
  - Candidatura per il miglior regista a Lee Isaac Chung
  - Candidatura per il miglior attore a Steven Yeun
  - Candidatura per la migliore sceneggiatura originale a Lee Isaac Chung
  - Candidatura per la migliore colonna sonora a Emile Mosseri
- 2021 - Golden Globe
  - Miglior film straniero[2]
- 2021 - British Academy of Film and Television Arts
  - Miglior attrice non protagonista a Youn Yuh-jung
  - Candidatura al miglior regista a Lee Isac Chung
  - Candidatura al miglior attore non protagonista ad Alan Kim
  - Candidatura al miglior film in lingua straniera
  - Candidatura al miglior casting
  - Candidatura alla miglior colonna sonora ad Emile Mosseri
- 2020 - Boston Society of Film Critics Awards[9]
  - Migliore attrice non protagonista a Youn Yuh-jung
  - Migliore colonna sonora a Emile Mosseri
- 2020 - Chicago Film Critics Association Awards[10]
  - Candidatura per il miglior attore a Steven Yeun
  - Candidatura per la migliore attrice non protagonista a Youn Yuh-jung
  - Candidatura per il premio Milos Stehlik al miglior regista rivelazione a Lee Isaac Chung
- 2020 - Los Angeles Film Critics Association Awards[11]
  - Miglior attrice non protagonista a Youn Yuh-jung
- 2020 - Sundance Film Festival[1]
  - Gran premio della giuria: U.S. Dramatic
  - Premio del pubblico: U.S. Dramatic
- 2020 - Gotham Independent Film Awards[12]
  - Candidatura per la migliore attrice a Youn Yuh-jung
- 2021 - Independent Spirit Awards[13]
  - Candidatura per il miglior film
  - Candidatura per il miglior regista a Lee Isaac Chung
  - Candidatura per la miglior attrice non protagonista a Han Ye-ri
  - Candidatura per la miglior attrice non protagonista a Youn Yuh-jung
  - Candidatura per la miglior sceneggiatura a Lee Isaac Chung
- 2021 - San Diego Film Critics Society Awards[14][15]
  - Miglior attrice non protagonista a Youn Yuh-jung
  - Migliore sceneggiatura originale a Lee Isaac Chung
  - Candidatura per il miglior attore a Steven Yeun
- 2021 - Satellite Award[16]
  - Candidatura per il miglior film drammatico
  - Candidatura per il miglior regista a Lee Isaac Chung
  - Candidatura per il miglior attore in un film drammatico a Steven Yeun
  - Candidatura per la migliore attrice non protagonista a Youn Yuh-jung
  - Candidatura per la migliore sceneggiatura originale a Lee Isaac Chung
  - Candidatura per il miglior montaggio a Harry Yoon
  - Candidatura per la miglior colonna sonora originale a Emile Mosseri
- 2021 - Dorian Awards[17]
  - Film straniero dell'anno
  - Attrice non protagonista dell'anno a Youn Yuh-jung
  - Candidatura per il film dell'anno
  - Candidatura per il regista dell'anno a Lee Isaac Chung
  - Candidatura per l'attore dell'anno a Steven Yeun
  - Candidatura per la sceneggiatura dell'anno a Lee Isaac Chung